# Стражни
Стражни (чеш. Strážný) је насељено мјесто са административним статусом варошице (чеш. městys) у округу Прахатице, у Јужночешком крају, Чешка Република.

## Становништво
Према подацима о броју становника из 2014. године насеље је имало 425 становника.